# Gordini Type 15S

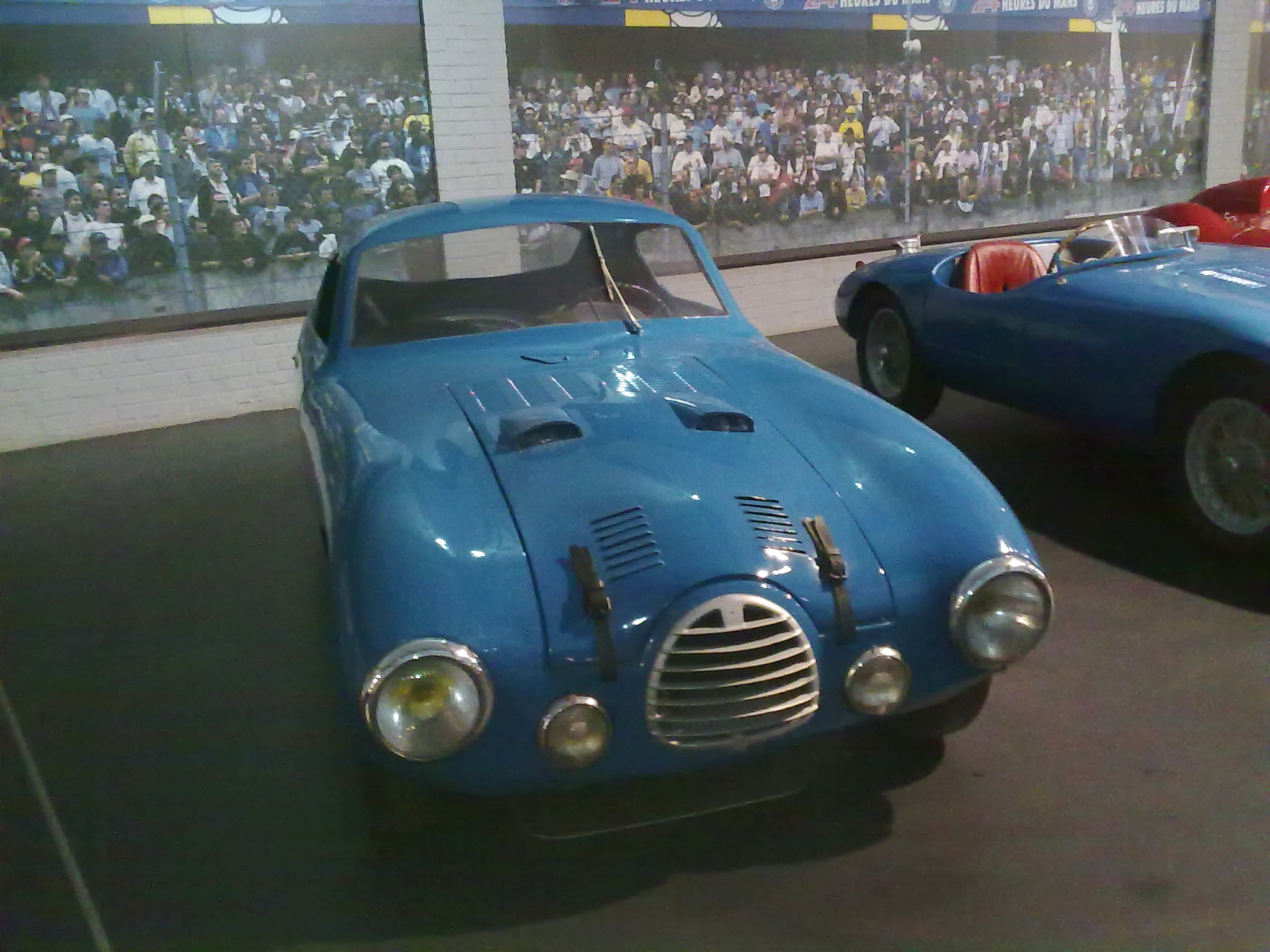
Gordini Type 15S Coupé

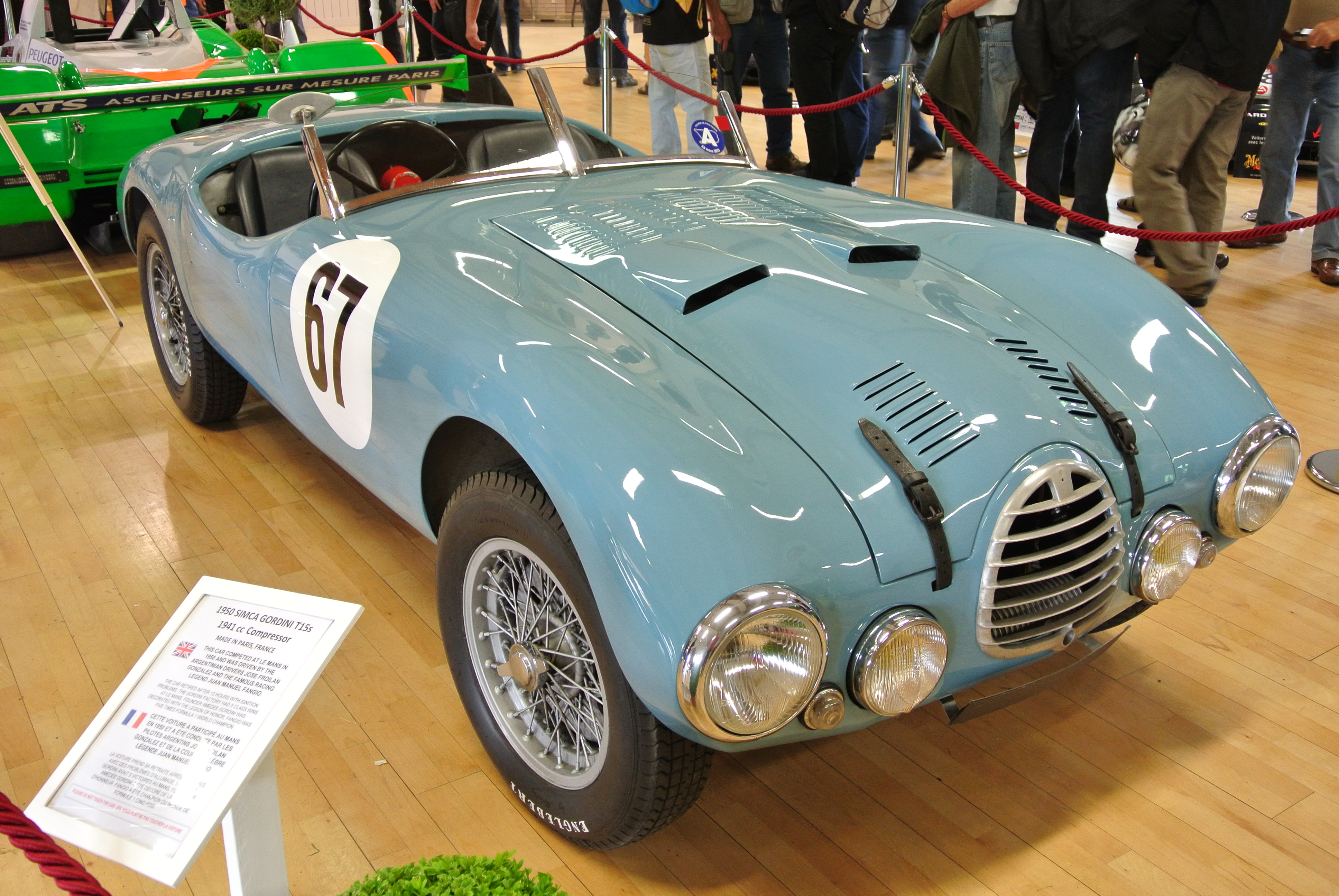
Gordini Type 15S Spyder

Der Gordini Type 15S, auch Simca-Gordini Type 15S, war ein Sportwagen-Prototyp, der 1949 bei Gordini entwickelt wurde.

## Entwicklungsgeschichte und Technik
Der Gordini Type 15S wurde zu einer Zeit entwickelt, als Amédée Gordini noch in enger Verbindung zu Simca stand. Der Zusatz S in der Typenbezeichnung bedeutete Sport und unterschied das Sportwagenmodell vom Monoposto-Type 15. Zwar wurde der 15S wie alle anderen Gordinis auch als Spider gebaut, die Coupé-Variante ist jedoch der einzige geschlossene Gordini-Sportwagen.
Dieser Rennwagentyp hatte unterschiedliche Motoren, die jedoch allesamt auf dem Motorblock des Gordini-4-Zylinder-Reihenmotor beruhten. Der Hubraum variierte von 1,1-  bis 2,3-Liter. Das Auto war für Gordini ein finanzieller Erfolg. Von Beginn der Produktion an wurden Fahrgestelle an Privatteams- und Fahrer verkauft.

## Renngeschichte
Der Type 15S war auch ein erfolgreicher Sportwagen. Bei insgesamt 116 Rennen erreichte dieser Gordini-Typ 25 Gesamtsiege, elf zweite und sieben dritte Plätze; dazu kam 15 Klassensiege. Den ersten Renneinsatz gab es 1949 beim 24-Stunden-Rennen von Spa-Francorchamps. Gordini meldete zwei Werkswagen, Fahrgestelle 0017GCS und 0018GCS, für Robert Manzon/Yves Giraud-Cabantous und Maurice Trintignant/Pierre Veyron. Beide Fahrzeuge fielen im Rennen aus. Den ersten Rennsieg fuhr der tschechoslowakische Privatfahrer Zdeněk Treybal beim Großen Preis von Brünn 1949 ein.
Viele Jahre war der 15S das Einsatzfahrzeug der Gordini-Werksmannschaft bei den großen internationalen Sportwagenrennen der 1950er-Jahre, wo Erfolge allerdings durchweg ausblieben. So gab es beim 24-Stunden-Rennen von Le Mans nur Ausfälle. Siege wurden bei anderen Veranstaltungen eingefahren. Robert Manzon gewann mit dem Fahrgestell 0018GCS den 1952 als Sportwagenrennen ausgetragenen Großen Preis von Monaco und mit 0016S die Coupe du Salon in Montlhéry. Maurice Trintignant blieb beim Großen Preis von Roubaix und beim Sportwagenrennen Agen erfolgreich.
Bedeutendster Erfolg war der Gesamtsieg von Robert Manzon beim Großen Preis von Pescara 1956 gegen starke Konkurrenz.